# A Győri ETO FC 2007–2008-as szezonja
A Győri ETO FC 2007–2008-as szezonja szócikk a Győri ETO FC első számú férfi labdarúgócsapatának egy idényéről szól, mely sorozatban a 48., összességében pedig a 64. idénye a csapatnak a magyar első osztályban. A klub fennállásának ekkor volt a 103. évfordulója.

## Mérkőzések
| Színmagyarázat | Színmagyarázat |
| -------------- | -------------- |
|                | Győzelem.      |
|                | Döntetlen.     |
|                | Vereség.       |

### Soproni Liga 2007–08

#### Őszi fordulók
| 1. forduló 2007. augusztus 29. 17:00 |

| Nyíregyháza Spartacus | 1 – 0               | Győri ETO                         |
| --------------------- | ------------------- | --------------------------------- |
| Hegedűs 44' Cséke 53' | (1 – 0) Jegyzőkönyv | Šupić 48' Müller 70' Völgyi 90+1' |

| Nyíregyháza Városi Stadion, Nyíregyháza Nézőszám: 3 000 Játékvezető: Andó-Szabó Sándor (magyar) |

| 2. forduló 2007. július 27. 19:00 |

| Debreceni VSC                | 2 – 0               | Győri ETO |
| ---------------------------- | ------------------- | --------- |
| Dzsudzsák 45' Demjén 57' 57' | (1 – 0) Jegyzőkönyv |           |

| Oláh Gábor utcai stadion, Debrecen Nézőszám: 6 000 Játékvezető: Szabó Zsolt (magyar) |

| 3. forduló 2007. augusztus 4. 18:00 |

| Győri ETO                                                            | 2 – 1               | FC Tatabánya      |
| -------------------------------------------------------------------- | ------------------- | ----------------- |
| Bogdanović 6' 77' Farkas 15' (öngól) Kovács 56' Nikolov 63' Bank 76' | (2 – 0) Jegyzőkönyv | Filó 74' Ughy 58' |

| ETO Park, Győr Nézőszám: 3 600 Játékvezető: Sulyok Gergely (magyar) |

| 4. forduló 2007. augusztus 11. 19:00 |

| BFC Siófok | 0 – 1               | Győri ETO             |
| ---------- | ------------------- | --------------------- |
| Fülöp 79'  | (0 – 0) Jegyzőkönyv | Stark 56' Nikolov 69' |

| Révész Géza utcai stadion, Siófok Nézőszám: 3 000 Játékvezető: Andó-Szabó Sándor (magyar) |

| 5. forduló 2007. augusztus 18. 17:30 |

| Győri ETO                                     | 2 – 1               | Rákospalotai EAC |
| --------------------------------------------- | ------------------- | ---------------- |
| Bajzát 62' Bogdanović 83' Bank 42' Völgyi 87' | (0 – 0) Jegyzőkönyv | Kapcsos 76'      |

| ETO Park, Győr Nézőszám: 3 000 Játékvezető: Bognár Tamás (magyar) |

| 6. forduló 2007. augusztus 25. 19:00 |

| Zalaegerszegi TE | 0 – 0               | Győri ETO                       |
| ---------------- | ------------------- | ------------------------------- |
|                  | (0 – 0) Jegyzőkönyv | Šupić 17' Bajzát 28' Müller 55' |

| ZTE Aréna, Zalaegerszeg Nézőszám: 8 000 Játékvezető: Szilasi Szabolcs (magyar) |

| 7. forduló 2007. szeptember 1. 16:30 |

| Győri ETO                     | 1 – 1               | FC Sopron                                                              |
| ----------------------------- | ------------------- | ---------------------------------------------------------------------- |
| Fehér 28' (öngól) Brnović 83' | (1 – 1) Jegyzőkönyv | Hullám 9' 75' Gyömbér 32' Farkas 42' Tchana 73' Fehér 84' Birtalan 88' |

| ETO Park, Győr Nézőszám: 3 500 Játékvezető: Berger József (magyar) |

- A mérkőzést törölték és 3–0-val a Győri ETO-nak került jóváírásra.

| 8. forduló 2007. szeptember 17. 18:00 |

| MTK Budapest                                     | 2 – 2               | Győri ETO               |
| ------------------------------------------------ | ------------------- | ----------------------- |
| Lambulić 17' Szabó 50' Rodenbücher 49' Urbán 60' | (1 – 1) Jegyzőkönyv | Nikolov 44' Brnović 82' |

| Hidegkuti Nándor Stadion, Budapest Nézőszám: 1 000 Játékvezető: Bognár Tamás (magyar) |

| 9. forduló 2007. szeptember 22. 16:00 |

| Győri ETO                                                             | 4 – 1               | FC Fehérvár                                    |
| --------------------------------------------------------------------- | ------------------- | ---------------------------------------------- |
| Brnović 31' Bajzát 57' Bogdanović 73' Bank 86' Völgyi 22' Nikolov 52' | (1 – 1) Jegyzőkönyv | Sitku 23' (11-esből) 58' Kocsis 18' Koller 87′ |

| ETO Park, Győr Nézőszám: 6 000 Játékvezető: Sulyok Gergely (magyar) |

| 10. forduló 2007. szeptember 29. 18:00 |

| Kaposvári Rákóczi    | 1 – 1               | Győri ETO                      |
| -------------------- | ------------------- | ------------------------------ |
| Oláh 37' Milinte 43' | (1 – 1) Jegyzőkönyv | Jäkl 3' Müller 37' Brnović 76' |

| Rákóczi Stadion, Kaposvár Nézőszám: 3 000 Játékvezető: Szilasi Szabolcs (magyar) |

| 11. forduló 2007. október 6. 15:00 |

| Győri ETO                                           | 3 – 3               | Paksi FC                                           |
| --------------------------------------------------- | ------------------- | -------------------------------------------------- |
| Nikolov 9' Völgyi 62' Bogdanović 67' Stevanović 90' | (1 – 0) Jegyzőkönyv | Tököli 52' Balaskó 88' (11-esből) 81' Márkus 90+2' |

| ETO Park, Győr Nézőszám: 4 000 Játékvezető: Arany Tamás (magyar) |

| 12. forduló 2007. október 20. 15:00 |

| Budapest Honvéd                                         | 2 – 2               | Győri ETO                    |
| ------------------------------------------------------- | ------------------- | ---------------------------- |
| Hercegfalvi 58' Vincze 89' Smiljanić 61' Magasföldi 78' | (0 – 1) Jegyzőkönyv | Bajzát 38' 54' 25' Šupić 88' |

| Bozsik József Stadion, Budapest Nézőszám: 3 000 Játékvezető: Berger József (magyar) |

| 13. forduló 2007. november 3. 13:00 |

| Győri ETO                                                      | 4 – 2               | Újpest                                        |
| -------------------------------------------------------------- | ------------------- | --------------------------------------------- |
| Völgyi 8' 36' Bajzát 49' 67' Tokody 90' Nikolov 43′ Kovács 63' | (1 – 1) Jegyzőkönyv | Sándor 37' Kovács 53' Haman 33' Radulović 47' |

| ETO Park, Győr Nézőszám: 4 000 Játékvezető: Arany Tamás (magyar) |

| 14. forduló 2007. november 10. 16:00 |

| Vasas                 | 1 – 1               | Győri ETO  |
| --------------------- | ------------------- | ---------- |
| Németh 84' (11-esből) | (0 – 0) Jegyzőkönyv | Koltai 79' |

| Illovszky Rudolf Stadion, Budapest Nézőszám: 1 000 Játékvezető: Kassai Viktor (magyar) |

| 15. forduló 2007. november 24. 13:00 |

| Győri ETO                                                                         | 5 – 1               | Diósgyőr                         |
| --------------------------------------------------------------------------------- | ------------------- | -------------------------------- |
| Józsi 2' Bajzát 35' 70' (11-esből) Bogdanović 54' 40' Kovács 90+1' 36' Völgyi 44' | (2 – 1) Jegyzőkönyv | Ebala 10' Bessong 41' Farkas 84' |

| ETO Park, Győr Nézőszám: 2 000 Játékvezető: Sápi Csaba (magyar) |

#### Tavaszi fordulók
| 16. forduló 2008. február 23. 14:00 |

| Győri ETO                                            | 5 – 0               | Nyíregyháza Spartacus                 |
| ---------------------------------------------------- | ------------------- | ------------------------------------- |
| Tokody 7' 77' 90+1' Völgyi 21' Dudás 54' Brnović 79' | (2 – 0) Jegyzőkönyv | Mboussi 9' Luis Ramos 17' Cornaci 37' |

| ETO Park, Győr Nézőszám: 3 000 Játékvezető: Bede Ferenc (magyar) |

| 17. forduló 2008. március 1. 15:00 |

| Győri ETO                                           | 3 – 1               | Debreceni VSC   |
| --------------------------------------------------- | ------------------- | --------------- |
| Stark 37' (11-esből) Völgyi 52' Böőr 83' Tokody 40' | (1 – 0) Jegyzőkönyv | Czvitkovics 88' |

| ETO Park, Győr Nézőszám: 2 500 Játékvezető: Mészáros István (magyar) |

| 18. forduló 2008. március 8. 16:00 |

| FC Tatabánya | 1 – 3               | Győri ETO                |
| ------------ | ------------------- | ------------------------ |
| Béres 73'    | (0 – 1) Jegyzőkönyv | Brnović 21' Böőr 56' 61' |

| BVSC Stadion, Budapest Nézőszám: 600 Játékvezető: Király Krisztián (magyar) |

| 19. forduló 2008. március 15. 14:30 |

| Győri ETO                                                     | 4 – 1               | BFC Siófok  |
| ------------------------------------------------------------- | ------------------- | ----------- |
| Völgyi 26' 32' Dudás 52' Koltai 65' Brnović 90+2' Nikolov 57' | (1 – 0) Jegyzőkönyv | Csopaki 53' |

| ETO Park, Győr Nézőszám: 4 000 Játékvezető: Sápi Csaba (magyar) |

| 20. forduló 2008. március 24. 18:00 |

| Soproni REAC                      | 2 – 2               | Győri ETO                                 |
| --------------------------------- | ------------------- | ----------------------------------------- |
| Somorjai 26' Torma 72' Kapcsos 7' | (1 – 0) Jegyzőkönyv | Brnović 46' Böőr 50' Jäkl 24' Nikolov 86' |

| Sopron Nézőszám: 1 500 Játékvezető: Bede Ferenc (magyar) |

| 21. forduló 2008. március 29. 15:00 |

| Győri ETO                                 | 3 – 2               | Zalaegerszegi TE                              |
| ----------------------------------------- | ------------------- | --------------------------------------------- |
| Pákolicz 27' Brnović 32' 90+3' Völgyi 88' | (2 – 0) Jegyzőkönyv | Waltner 68' 71' Polgár 47' Botis 77' Méyé 83' |

| ETO Park, Győr Nézőszám: 4 000 Játékvezető: Arany Tamás (magyar) |

| 22. forduló 2008. április 5. |

| FC Sopron | 0 – 3               | Győri ETO |
| --------- | ------------------- | --------- |
|           | (0 – 0) Jegyzőkönyv |           |

| Káposztás utcai Stadion, Sopron |

- A mérkőzést törölték és 3–0-val a Győri ETO-nak került jóváírásra.

| 23. forduló 2008. április 12. 15:00 |

| Győri ETO   | 1 – 0               | MTK Budapest                                |
| ----------- | ------------------- | ------------------------------------------- |
| Nikolov 51' | (0 – 0) Jegyzőkönyv | Vadnai 35' Zsidai 71' Horváth 72' Kanta 73' |

| ETO Park, Győr Nézőszám: 3 000 Játékvezető: Solymosi Péter (magyar) |

| 24. forduló 2008. április 19. 19:00 |

| FC Fehérvár                  | 1 – 0               | Győri ETO                                             |
| ---------------------------- | ------------------- | ----------------------------------------------------- |
| Dajić 9' Simek 58' Sebők 89' | (1 – 0) Jegyzőkönyv | Stark 11' Böőr 56' Völgyi 65' Józsi 86' Nikolov 90+2' |

| Sóstói Stadion, Székesfehérvár Nézőszám: 3 790 Játékvezető: Kassai Viktor (magyar) |

| 25. forduló 2008. április 26. 15:00 |

| Győri ETO                         | 1 – 1               | Kaposvári Rákóczi                         |
| --------------------------------- | ------------------- | ----------------------------------------- |
| Brnović 48' Nikolov 50' Stark 85' | (0 – 0) Jegyzőkönyv | Oláh 78' Grúz 45' Maróti 53' Zahorecz 90' |

| ETO Park, Győr Nézőszám: 4 000 Játékvezető: Fábián Mihály (magyar) |

| 26. forduló 2008. május 3. 19:00 |

| Paksi FC                        | 2 – 1               | Győri ETO                       |
| ------------------------------- | ------------------- | ------------------------------- |
| Tököli 8' 17' Böde 21' Báló 82' | (2 – 0) Jegyzőkönyv | Tokody 85' Völgyi 26' Šupić 60' |

| Fehérvári úti stadion, Paks Nézőszám: 3 315 Játékvezető: Bede Ferenc (magyar) |

| 27. forduló 2008. május 10. 15:00 |

| Győri ETO                                            | 2 – 2               | Budapest Honvéd                                  |
| ---------------------------------------------------- | ------------------- | ------------------------------------------------ |
| Bajzát 64' Varga 73' Eugène 10' Stark 62' Völgyi 74′ | (0 – 1) Jegyzőkönyv | Diego 25' 79' Dobos 62' (11-esből) 17' Gebro 89' |

| ETO Park, Győr Nézőszám: 3 000 Játékvezető: Iványi Zoltán (magyar) |

| 28. forduló 2008. május 16. 19:00 |

| Újpest    | 1 – 3               | Győri ETO                        |
| --------- | ------------------- | -------------------------------- |
| Tisza 25' | (1 – 1) Jegyzőkönyv | Bajzát 36' 67' Juhár 52' (öngól) |

| Szusza Ferenc Stadion, Budapest Nézőszám: 4 119 Játékvezető: Arany Tamás (magyar) |

| 29. forduló 2008. május 25. 18:00 |

| Győri ETO                     | 2 – 1               | Vasas                 |
| ----------------------------- | ------------------- | --------------------- |
| Bajzát 65' Józsi 89' Jäkl 56' | (0 – 0) Jegyzőkönyv | Németh 58' Piller 61' |

| ETO Park, Győr Nézőszám: 4 000 Játékvezető: Berger József (magyar) |

| 30. forduló 2008. május 31. 15:00 |

| Diósgyőr               | 1 – 3               | Győri ETO                                            |
| ---------------------- | ------------------- | ---------------------------------------------------- |
| Kamber 86' Vitelki 70' | (0 – 1) Jegyzőkönyv | Böőr 43' Brnović 55' Bajzát 76' Šupić 20' Kiss 90+2' |

| DVTK-stadion, Miskolc Nézőszám: 5 000 Játékvezető: Bede Ferenc (magyar) |

#### A bajnokság végeredménye
|    | Csapat                | Játszott | Gy | D  | V  | LG | KG | GK  | Pont |
| -- | --------------------- | -------- | -- | -- | -- | -- | -- | --- | ---- |
| 1  | MTK Budapest          | 30       | 20 | 6  | 4  | 65 | 22 | +43 | 66   |
| 2  | Debreceni VSC         | 30       | 19 | 7  | 4  | 67 | 27 | +40 | 64   |
| 3  | Győri ETO             | 30       | 17 | 9  | 4  | 66 | 34 | +32 | 60   |
| 4  | Újpest                | 30       | 16 | 7  | 7  | 57 | 40 | +17 | 55   |
| 5  | FC Fehérvár           | 30       | 17 | 3  | 10 | 48 | 32 | +16 | 54   |
| 6  | Kaposvári Rákóczi     | 30       | 15 | 8  | 7  | 50 | 37 | +13 | 53   |
| 7  | Zalaegerszegi TE      | 30       | 13 | 7  | 10 | 55 | 39 | +15 | 46   |
| 8  | Budapest Honvéd       | 30       | 12 | 7  | 11 | 45 | 36 | +11 | 43   |
| 9  | Nyíregyháza Spartacus | 30       | 12 | 6  | 12 | 36 | 36 | 0   | 42   |
| 10 | Vasas                 | 30       | 12 | 5  | 13 | 42 | 45 | –3  | 41   |
| 11 | Paksi FC              | 30       | 10 | 9  | 11 | 53 | 50 | +3  | 39   |
| 12 | Rákospalotai EAC      | 30       | 8  | 9  | 13 | 44 | 58 | –14 | 33   |
| 13 | BFC Siófok            | 30       | 7  | 8  | 15 | 36 | 46 | –10 | 29   |
| 14 | Diósgyőr              | 30       | 5  | 13 | 12 | 45 | 63 | –18 | 28   |
| 15 | FC Tatabánya¹         | 30       | 3  | 4  | 23 | 37 | 92 | –55 | 13   |
| 16 | FC Sopron²            | törölve  |    |    |    |    |    |     |      |

* Gy: Győzelem D: Döntetlen V: Vereség LG: Lőtt gól KG: Kapott gól GK: Gólkülönbség
|  | A Bajnokok Ligája selejtezőjének második körébe jut     |
|  | Az UEFA-kupa selejtezőjének első fordulójába jut        |
|  | UEFA Intertotó Kupa selejtezőjének első fordulójába jut |
|  | Kiesők                                                  |

¹Az FC Tatabánya a 2008/09-es bajnokságra nem kért licencet.

²Jogerős licencmegvonás, és így kizárva a bajnokságból.

#### Az eredmények összesítése
Az alábbi táblázatban összesítve szerepelnek a Győri ETO FC 2007/08-as bajnokságban elért eredményei.
| Ősz/tavasz (forduló)    | Otthon | Otthon | Otthon | Otthon | Otthon | Otthon | Otthon | Idegenben | Idegenben | Idegenben | Idegenben | Idegenben | Idegenben | Idegenben |
| Ősz/tavasz (forduló)    | M      | GY     | D      | V      | LG–KG  | GK     | P      | M         | GY        | D         | V         | LG–KG     | GK        | P         |
| ----------------------- | ------ | ------ | ------ | ------ | ------ | ------ | ------ | --------- | --------- | --------- | --------- | --------- | --------- | --------- |
| Őszi szezon (1–15.)     | 7      | 6      | 1      | 0      | 23–9   | +14    | 19     | 8         | 1         | 5         | 2         | 7–9       | –2        | 8         |
| Tavaszi szezon (16–30.) | 8      | 6      | 2      | 0      | 21–8   | +13    | 20     | 7         | 4         | 1         | 2         | 15–8      | +7        | 13        |
| Összesen (1–30.)        | 15     | 12     | 3      | 0      | 44–17  | +27    | 39     | 15        | 5         | 6         | 4         | 22–17     | +5        | 21        |

#### Helyezések fordulónként
| Forduló  | 1  | 2  | 3  | 4  | 5  | 6 | 7 | 8 | 9  | 10 | 11 | 12 | 13 | 14 | 15 | 16 | 17 | 18 | 19 | 20 | 21 | 22 | 23 | 24 | 25 | 26 | 27 | 28 | 29 | 30 |
| -------- | -- | -- | -- | -- | -- | - | - | - | -- | -- | -- | -- | -- | -- | -- | -- | -- | -- | -- | -- | -- | -- | -- | -- | -- | -- | -- | -- | -- | -- |
| Helyszín | I  | I  | O  | I  | O  | I | O | I | O  | I  | O  | I  | O  | I  | O  | O  | O  | I  | O  | I  | O  | I  | O  | I  | O  | I  | O  | I  | O  | I  |
| Eredmény | V  | V  | GY | GY | GY | D | D | D | GY | D  | D  | D  | GY | D  | V  | GY | GY | GY | GY | D  | GY | GY | GY | V  | D  | V  | D  | GY | GY | GY |
| Helyezés | 10 | 13 | 10 | 8  | 7  | 7 | 9 | 7 | 6  | 6  | 6  | 8  | 7  | 7  | 6  | 6  | 6  | 4  | 4  | 5  | 3  | 3  | 3  | 4  | 4  | 4  | 4  | 4  | 4  | 3  |

Helyszín: O = Otthon; I = Idegenben. Eredmény: GY = Győzelem; D = Döntetlen; V = Vereség.

### Magyar kupa
| 3. forduló 2007. szeptember 5. 16:00 |

| Jánosháza KSK | 0 – 7               | Győri ETO                                             |
| ------------- | ------------------- | ----------------------------------------------------- |
|               | (0 – 3) Jegyzőkönyv | Brnović 6' 42' Bajzát 44' 57' 70' Tokody 50' Vető 65' |

| Játékvezető: Kovács J. Zoltán (magyar) |

| 4. forduló 2007. szeptember 26. 15:00 |

| Andráshida LSC | 0 – 3               | Győri ETO                                   |
| -------------- | ------------------- | ------------------------------------------- |
| Kottán 25'     | (0 – 0) Jegyzőkönyv | Bajzát 58' 67′ Török 65' (öngól) Völgyi 90' |

| Játékvezető: Pintér Csaba (magyar) |

| 5. forduló Első mérkőzés 2007. október 24. 14:30 |

| Győri ETO             | 1 – 1               | FC Fehérvár |
| --------------------- | ------------------- | ----------- |
| Brnović 45' Stark 34′ | (1 – 1) Jegyzőkönyv | Sitku 43'   |

| ETO Park, Győr Játékvezető: Andó-Szabó Sándor (magyar) |

| 5. forduló Visszavágó 2007. november 7. 18:00 |

| FC Fehérvár                                      | 3 – 2               | Győri ETO                                   |
| ------------------------------------------------ | ------------------- | ------------------------------------------- |
| Sitku 14' 85' Dvéri 31' 85' Koller 42' Dajić 50' | (3 – 0) Jegyzőkönyv | Varga 84' Granát 87' Kovács 45' Nikolov 77' |

| Sóstói Stadion, Székesfehérvár Játékvezető: Bognár Tamás (magyar) |

### Ligakupa

#### Őszi csoportkör (D csoport)
| 1. forduló 2007. augusztus 14. 18:00 |

| Győri ETO           | 1 – 2               | FC Sopron                                           |
| ------------------- | ------------------- | --------------------------------------------------- |
| Granát 36' Jäkl 45' | (1 – 0) Jegyzőkönyv | Birtalan 50' Dancs 84' 77' Reinhardt 30' Hullám 57' |

| ETO Park, Győr Játékvezető: Iványi Zoltán (magyar) |

| 2. forduló 2007. augusztus 22. 16:00 |

| MTK Budapest      | 2 – 3               | Győri ETO                           |
| ----------------- | ------------------- | ----------------------------------- |
| Szabó 54' 79' 73' | (0 – 2) Jegyzőkönyv | Varga 43' 64' Granát 45' Kovács 37' |

| Hidegkuti Nándor Stadion, Budapest Játékvezető: Fábián Mihály (magyar) |

| 3. forduló 2007. szeptember 9. 16:30 |

| FC Tatabánya                 | 3 – 1               | Győri ETO  |
| ---------------------------- | ------------------- | ---------- |
| Weisz 61' Filó 67' Hajdú 81' | (0 – 0) Jegyzőkönyv | Tokody 73' |

| Városi Stadion, Tatabánya Játékvezető: Solymosi Péter (magyar) |

| 4. forduló 2007. szeptember 19. 16:00 |

| Győri ETO                                                  | 3 – 0               | FC Tatabánya |
| ---------------------------------------------------------- | ------------------- | ------------ |
| Varga 53' Granát 72' 86' Nyári 54' Domanyik 67' Müller 71' | (0 – 0) Jegyzőkönyv |              |

| ETO Park, Győr Játékvezető: Oláh Gábor (magyar) |

| 5. forduló 2007. október 3. 18:00 |

| FC Sopron            | 1 – 4               | Győri ETO                                        |
| -------------------- | ------------------- | ------------------------------------------------ |
| Dancs 72' Pintér 44' | (0 – 1) Jegyzőkönyv | Varga 15' Kovács 48' Granát 78' 90' Domanyik 18' |

| Káposztás utcai Stadion, Sopron Játékvezető: Andó-Szabó Sándor (magyar) |

| 6. forduló 2007. október 10. 15:00 |

| Győri ETO                                           | 1 – 0               | MTK Budapest             |
| --------------------------------------------------- | ------------------- | ------------------------ |
| Brnović 48' Nikolov 9' Stark 18' Jäkl 53' Šupić 54' | (0 – 0) Jegyzőkönyv | Lambulić 54' Kecskés 90' |

| ETO Park, Győr Játékvezető: Kassai Viktor (magyar) |

#### A D csoport végeredménye
| Csapat       | M | Gy | D | V | G+ | G– | Gk | P  |
| ------------ | - | -- | - | - | -- | -- | -- | -- |
| Győri ETO    | 6 | 4  | 0 | 2 | 13 | 8  | +5 | 12 |
| Tatabánya    | 6 | 3  | 1 | 2 | 13 | 9  | +4 | 10 |
| MTK Budapest | 6 | 2  | 1 | 3 | 8  | 9  | –1 | 7  |
| Sopron       | 6 | 2  | 0 | 4 | 8  | 16 | –8 | 6  |

#### Őszi negyeddöntő
| 2007. október 17. 17:00 |

| FC Fehérvár                   | 1 – 1               | Győri ETO  |
| ----------------------------- | ------------------- | ---------- |
| Sitku 63' Dvéri 51' Božić 54' | (0 – 0) Jegyzőkönyv | Tokody 81' |

| Sóstói Stadion, Székesfehérvár Játékvezető: Iványi Zoltán (magyar) |

| 2007. október 27. 13:30 |

| Győri ETO                                         | 2 – 2               | FC Fehérvár                                   |
| ------------------------------------------------- | ------------------- | --------------------------------------------- |
| Bogdanović 36' Brnović 85' Nikolov 35′ Kovács 81' | (0 – 2) Jegyzőkönyv | Disztl 6' Horváth 32' 33' Pálfi 38' Dajić 90' |

| ETO Park, Győr Játékvezető: Veizer Roland (magyar) |

- 3 – 3-s összesítéssel, idegenben lőtt több góllal az FC Fehérvár jutott tovább.

#### Tavaszi csoportkör (A csoport)
| 1. forduló 2007. december 1. 13:00 |

| Győri ETO            | 1 – 1               | Zalaegerszegi TE |
| -------------------- | ------------------- | ---------------- |
| Dudás 13' Granát 83' | (1 – 1) Jegyzőkönyv | Méyé 38'         |

| ETO Park, Győr Játékvezető: Mészáros István (magyar) |

| 2. forduló 2007. december 5. 13:00 |

| FC Tatabánya | 1 – 4               | Győri ETO                                         |
| ------------ | ------------------- | ------------------------------------------------- |
| Takács 26'   | (1 – 2) Jegyzőkönyv | Csermelyi 9' Koltai 33' 88' Brnović 56' Dudás 44' |

| Városi Stadion, Tatabánya Játékvezető: Takács János (magyar) |

| 3. forduló 2007. december 8. 13:00 |

| Győri ETO                               | 4 – 1               | FC Sopron  |
| --------------------------------------- | ------------------- | ---------- |
| Koltai 6' Bajzát 20' Bogdanović 32' 77' | (3 – 0) Jegyzőkönyv | Legoza 66' |

| ETO Park, Győr Játékvezető: Szilasi Szabolcs (magyar) |

- A mérkőzést törölték és 3–0-val a Győri ETO-nak került jóváírásra.

| 4. forduló 2008. február 19. |

| FC Sopron | 0 – 3               | Győri ETO |
| --------- | ------------------- | --------- |
|           | (0 – 0) Jegyzőkönyv |           |

| Káposztás utcai Stadion, Sopron |

- A mérkőzést törölték és 3–0-val a Győri ETO-nak került jóváírásra.

| 5. forduló 2008. február 20. 14:00 |

| Zalaegerszegi TE    | 1 – 1               | Győri ETO  |
| ------------------- | ------------------- | ---------- |
| Fülöp 60' Sámson 8' | (0 – 1) Jegyzőkönyv | Kovács 30' |

| ZTE Aréna, Zalaegerszeg Játékvezető: Pánczél Krisztián (magyar) |

| 6. forduló 2008. február 27. 14:00 |

| Győri ETO                                 | 3 – 2               | FC Tatabánya                          |
| ----------------------------------------- | ------------------- | ------------------------------------- |
| Csermelyi 29' Lappints 56' 87' Eugène 68' | (1 – 0) Jegyzőkönyv | Megyesi 73' 76' Almási 59' Kovács 77' |

| ETO Park, Győr Játékvezető: Sulyok Gergely (magyar) |

#### Az A csoport végeredménye
| Csapat           | M | Gy | D | V | G+ | G– | Gk  | P  |
| ---------------- | - | -- | - | - | -- | -- | --- | -- |
| Zalaegerszegi TE | 6 | 4  | 2 | 0 | 19 | 3  | +16 | 14 |
| Győri ETO        | 6 | 4  | 2 | 0 | 16 | 6  | +10 | 14 |
| Tatabánya        | 6 | 1  | 0 | 5 | 7  | 19 | –12 | 3  |
| Sopron           | 0 | 0  | 0 | 0 | 0  | 0  | 0   | 01 |

- 1 A Sopront kizárták a ligakupa küzdelmeiből, mérkőzéseik 3–0-val az ellenfél javára kerültek jóváírásra.

#### Tavaszi negyeddöntő
| 2008. március 5. 14:30 |

| Győri ETO    | 1 – 1               | Paksi FC                |
| ------------ | ------------------- | ----------------------- |
| Pákolicz 39' | (1 – 0) Jegyzőkönyv | Tamási 88' 64' Böde 57' |

| ETO Park, Győr Játékvezető: Bognár Tamás (magyar) |

| 2008. március 12. 13:30 |

| Paksi FC    | 1 – 2               | Győri ETO              |
| ----------- | ------------------- | ---------------------- |
| Balaskó 88' | (0 – 0) Jegyzőkönyv | Lappints 72' Sánta 81' |

| Fehérvári úti stadion, Paks Játékvezető: Solymosi Péter (magyar) |

#### Tavaszi elődöntő
| 2008. április 15. 15:00 |

| MTK Budapest    | 1 – 1               | Győri ETO      |
| --------------- | ------------------- | -------------- |
| Rodenbücher 53' | (0 – 0) Jegyzőkönyv | Kovács 64' 39' |

| Hidegkuti Nándor Stadion, Budapest Játékvezető: Szabó Zsolt (magyar) |

| 2008. április 23. 16:30 |

| Győri ETO           | 2 – 0               | MTK Budapest |
| ------------------- | ------------------- | ------------ |
| Varga 11' Dudás 70' | (1 – 0) Jegyzőkönyv |              |

| ETO Park, Győr Játékvezető: Arany Tamás (magyar) |

#### Tavaszi döntő
1. mérkőzés
| 2008. április 30. 18:00 |

| Győri ETO                                      | 2 – 0               | Debreceni VSC                  |
| ---------------------------------------------- | ------------------- | ------------------------------ |
| Tokody 40' Dudás 43' Varga R. 80' Kovács 90+1' | (2 – 0) Jegyzőkönyv | Takács 66' Éles 69' Chigou 81' |

| ETO Park, Győr Játékvezető: Vad István (magyar) |

2. mérkőzés
| 2008. május 7. 18:00 |

| Debreceni VSC                                                                | 6 – 0               | Győri ETO                        |
| ---------------------------------------------------------------------------- | ------------------- | -------------------------------- |
| Kouemaha 9' 44' Huszák 33' Bogdanović 78' 84' Pákolicz 79' (öngól) Szűcs 56' | (3 – 0) Jegyzőkönyv | Abdoulaye 19' Šupić 32' Jäkl 64' |

| Oláh Gábor utcai stadion, Debrecen Játékvezető: Kassai Viktor (magyar) |

- A 2007–08-as ligakupa tavaszi szezonját a Debreceni VSC csapata nyerte.

## Külső hivatkozások
- A Győri ETO honlapja
- A Győri ETO mérkőzései